# شعب اللاكاندون

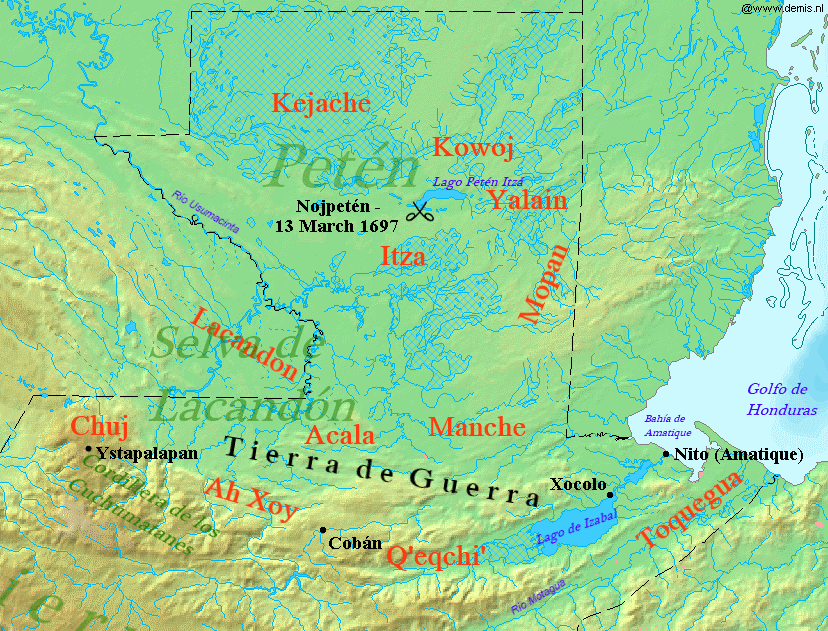

شعب اللاكاندون أو شعب اللاكاندون تشول (بالإنجليزية: Lakandon Ch'ol)‏ كان مجموعة بشرية من شعب المايا، سكنت غابة لاكاندون في الأراضي المنخفضة ولاية تشياباس الحرة وذات السيادة في المكسيك والمناطق الحدودية في شمال غرب جواتيمالا. على امتداد روافد نهر أوسوماسينتا العلوي وسفوح جبال سيرا دي لوس كوشوماتانيس.